# Скоун, Ребекка
Ребекка Скоун (англ. Rebecca Scown; 10 августа 1983, Хоера, Новая Зеландия) — новозеландская гребчиха (академическая гребля), многократный призёр Чемпионата мира по академической гребле 2009-11, 2013-15 года; бронзовая призёр Летних Олимпийских игр 2012 года в Лондоне, а также Летних Олимпийских игр 2016 года в Рио-де-Жанейро.
Приходится двоюродной сестрой другой известной гребчихе из Новой Зеландии Соне Скоун.

## Биография
Ребекка Скоун родилась 25 сентября 1990 года в Хоере, Новая Зеландия. Многие её родственники так или иначе связаны со спортом: её брат Сэм выступал за команду по регби города Уонгануи, дядя Алистер был игроком сборной Новой Зеландии по регби («Олл Блэкс»), а её двоюродная сестра Соня была олимпийской гребчихой. Тренировалась на базе спортивного клуба — Union Boat Club. После окончания колледжа в Уонгануи Ребекка отправляется в университет города Отаго, где изучала торговлю и искусство. По завершении обучения получила степень бакалавра в области коммерции и маркетинга, а также бакалавра искусства в области истории искусства. После этого приняла решение посвятить себя всецело занятиям гребным спортом.

### Олимпийские выступления
Первая олимпийская медаль в активе Скоун была добыта на соревнованиях в 2012 году в Лондоне. В финальном заплыве двоек Ребекка вместе со своей напарницей Джульетт Хэйг выиграла бронзу соревнований. С результатом 7:30,19 их пара заняла третье место, пропустив вперед соперниц из Австралии (7:29,86 — 2-е место) и Великобритании (7:27,13 — 1-е место).
Очередную олимпийскую медаль Скоун добыла на следующих летних играх 2016 года, что проходили в Рио-де-Жанейро. С новой напарницей, которой стала Женевьев Берент, было добыто серебро заплыва двоек парных. С результатом 7:19.53 новозеландские спортсменки заняли второе место, уступив первенство соперницам из Великобритании (7:18.29 — 1-е место), но обогнав пару из Дании (7:20.71 — 3-е место)